# Kep1er
Kep1er (Koreaans: 케플러; RR: Kepeulleo; MR: K'ep'ŭllŏ) is een Zuid-Koreaanse meidengroep die in 2021 werd opgericht door CJ E&M in het Mnet-televisieprogramma Girls Planet 999: The Girls Saga, een televisieprogramma dat jonge meisjes uit Zuid-Korea, China en Japan samenbracht om te debuteren in een meidengroep. De groep debuteerde op 3 januari 2022 met het album First Impact. De groep bestaat uit 9 leden: de Zuid-Koreaanse Yujin, Chaehyun, Dayeon, Huening Bahiyyih, Youngeun en Yeseo, de Japanse Mashiro en Hikaru en de Chinese Xiaoting.
Door het groeiende anti-Japanse en anti-Chinese sentiment in Zuid-Korea werd het debuut van de groep in Zuid-Korea eerst niet goed ontvangen. Ondanks dit is de groep succesvol geworden in Zuid-Korea.

## Carrière
De groep werd gevormd door het televisieprogramma Girls Planet 999: The Girls Saga. Het programma bracht 99 meisjes uit Zuid-Korea, China en Japan bij elkaar om te debuteren in een meidengroep. De 99 meisjes werden verdeeld in 3 groepen: K-Group, bestaande uit 33 Zuid-Koreaanse meisjes, C-Group, bestaande uit 33 Chinese (en Taiwanese) meisjes en ten slotte J-Group, bestaande uit 33 Japanse meisjes. In de finale van het programma werden de 9 meisjes met de meeste stemmen bekendgemaakt. De 9 meisjes vormden de meidengroep Kep1er.
Het debuut van de groep stond gepland voor 14 december 2021, maar omdat 2 leden besmet waren met COVID-19, werd het debuut verzet tot 3 januari 2022. Op die datum debuteerde de groep met het album First Impact. De single Wa Da Da behaalde in januari een 13e plek op de lijst van de World Digital Song Sales van Billboard.
Op 20 juni 2022 bracht de groep hun tweede album Doublast uit.
Op 23 september 2022 bracht de groep hun eerste single Sugar Rush uit.
Op 13 oktober 2022 kwam het derde album uit Troubleshooter uit.
De groep kreeg bij de MAMA Awards 2022 diverse nominaties en behaalde winst in de categorie Favorite New Artist.
Op 25 september 2023 bracht de groep het vierde album Magic Hour uit.

## Leden
| Naam             | Koreaans   | Geboortenaam     | Geboortenaam in moedertaal | Geboortedatum    | Geboorteplaats        |
| ---------------- | ---------- | ---------------- | -------------------------- | ---------------- | --------------------- |
| Yujin            | 유진       | Choi Yu-jin      | 최유진                     | 12 augustus 1996 | Jeonju, Zuid-Korea    |
| Xiaoting         | 샤오팅     | Shen Xiaoting    | 沈小婷                     | 12 november 1999 | Chengdu, China        |
| Mashiro          | 마시로     | Mashiro Sakamoto | 坂本 舞白                  | 16 december 1999 | Tokyo, Japan          |
| Chaehyun         | 채현       | Kim Chae-hyun    | 김채현                     | 26 april 2002    | Busan, Zuid-Korea     |
| Dayeon           | 다연       | Kim Da-yeon      | 김다연                     | 2 maart 2003     | Seoel, Zuid-Korea     |
| Hikaru           | 히카루     | Hikaru Ezaki     | 江崎 ひかる                | 12 maart 2004    | Fukuoka, Japan        |
| Huening Bahiyyih | 휴닝바히에 | Huening Bahiyyih | 휴닝바히에                 | 27 juli 2004     | Seoel, Zuid-Korea     |
| Youngeun         | 영은       | Seo Young-eun    | 서영은                     | 27 december 2004 | Uijeongbu, Zuid-Korea |
| Yeseo            | 예서       | Kang Ye-seo      | 강예서                     | 22 august 2005   | Incheon, Zuid-Korea   |